# Sky lobby
Sky lobby, v překladu „nebeská vstupní hala“ (z anglických slov sky = „nebe“ a lobby = „vstupní hala“), je specifické podlaží (resp. mezipodlaží) v mrakodrapech, které člověk využívá ke změně výtahu. Na těchto podlažích se obvykle nachází občerstvení, prodejny a jiné podobné společenské prostory. Sky lobby v podstatě rozděluje mrakodrap, jako by se skládal z několika samostatných budov složených na sebe.
Při plánování mrakodrapů často vznikal problém, jak zajistit dostatek výtahů. Cestou z přízemí směrem nahoru by člověk, který se potřebuje přemístit pouze do nejvyšších pater budovy, musel s dalšími cestujícími zastavit na mnoha dalších podlažích nižší úrovně, což by bylo velmi zdlouhavé a nepohodlné. K dispozici by muselo být mnohem více výtahů, ale k tomu jsou zapotřebí další výtahové šachty, čímž by zase budova přišla o užitnou podlahovou plochu. Vhodným řešením jsou právě podlaží (resp. mezipodlaží) sky lobby. Mrakodrapy jsou vybaveny takzvanými expresními výtahy, které zastavují pouze v přízemí a na těchto úrovních sky lobby (mrakodrap může disponovat více než jedním sky lobby): v přízemí člověk nastoupí do expresního výtahu, který jej bez jediné zastávky odveze přímo na sky lobby (tj. vynechá řadu pater, kam jezdí jen lokální výtahy z přízemí) a na tomto mezipatře se člověk přemístí k místnímu (lokálnímu) výtahu, kterým se už může dostat na každé konkrétní patro v daném úseku budovy (od této úrovně výše – tzn. max. do výše posledního patra ležícího pod dalším sky lobby nebo na úplný vrchol, pakliže má mrakodrap jen jedno sky lobby) – tj. rychlejší a pohodlnější přesuny z přízemí do vyšších pater. Navíc některé z expresních výtahů jsou z důvodu většího pohodlí vyčleněny tak, že pasažéry dopraví z přízemí rovnou do nejvyšších pater mrakodrapu – např. na observatoř (veřejnou vyhlídkovou terasu), rovněž bez jediné zastávky.
Mrakodrapy mohou mít k dispozici jedno sky lobby (např. One World Trade Center), dvě (např. Willis Tower) nebo až tři taková podlaží (např. Goldin Finance 117), obvykle podle výšky a šířky budovy (resp. podle počtu výtahů).

Prvními mrakodrapy, které využívají nebo využívaly sky lobby, jsou 875 North Michigan Avenue (alias John Hancock Center) v Chicagu nebo Twin Towers („dvojčata“) z bývalého komplexu WTC v New Yorku.

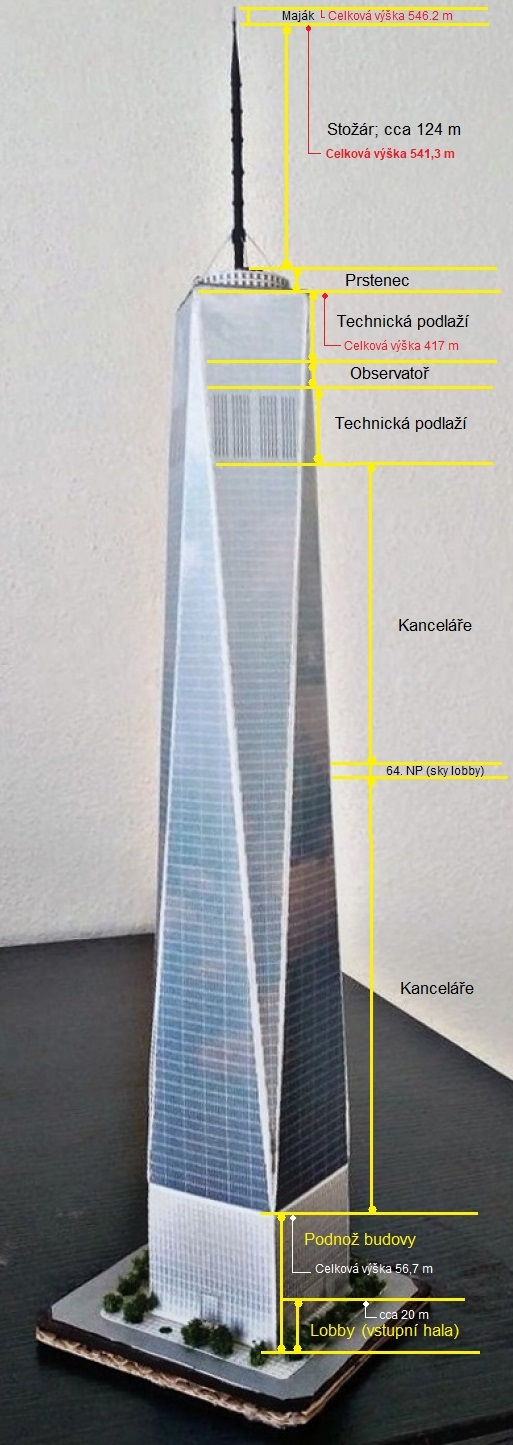
Popis budovy One World Trade Center s vyznačeným úsekem sky lobby; tj. možný rychlý přesun (bez zastávky) od přízemí do 64. podlaží, odkud lze nastoupit do lokálního výtahu a dostat se do nejvyšších podlaží mrakodrapu
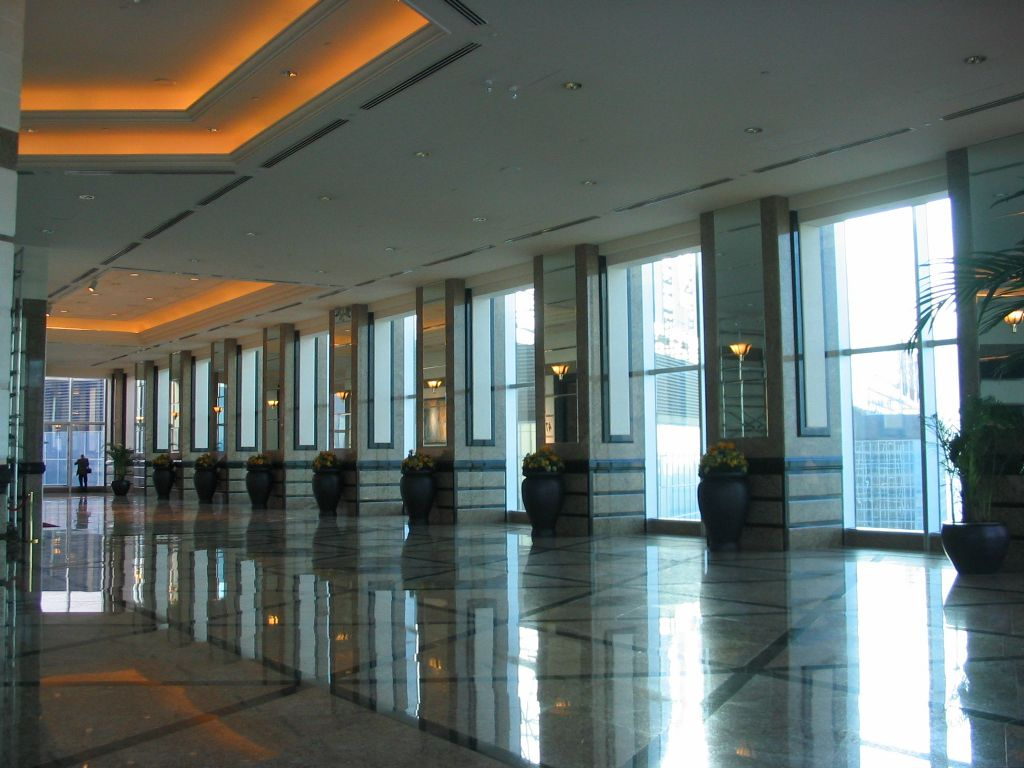
Sky Lobby v budově Central Plaza v Hongkongu
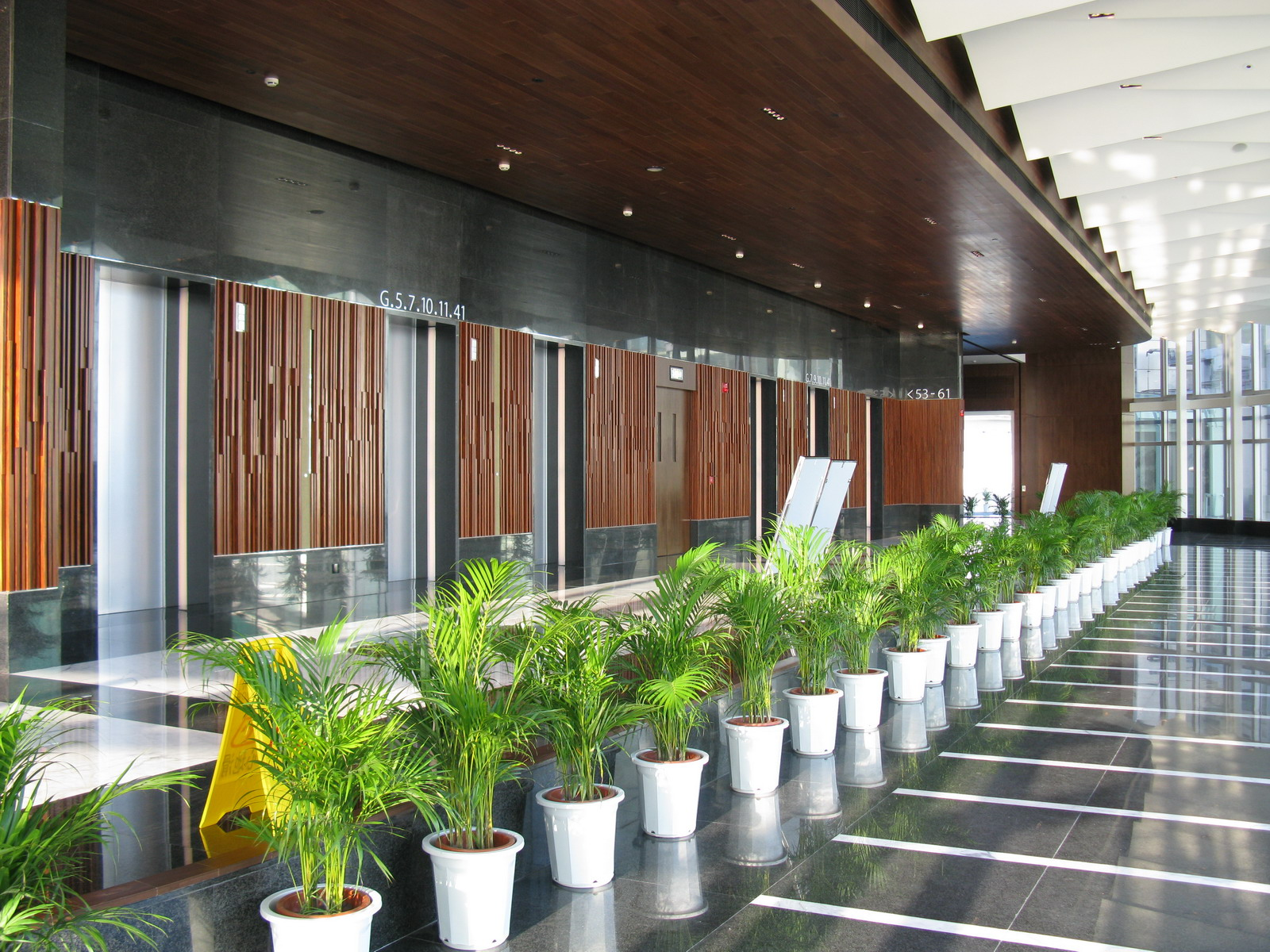
Sky lobby v budově Nina Tower v Hongkongu
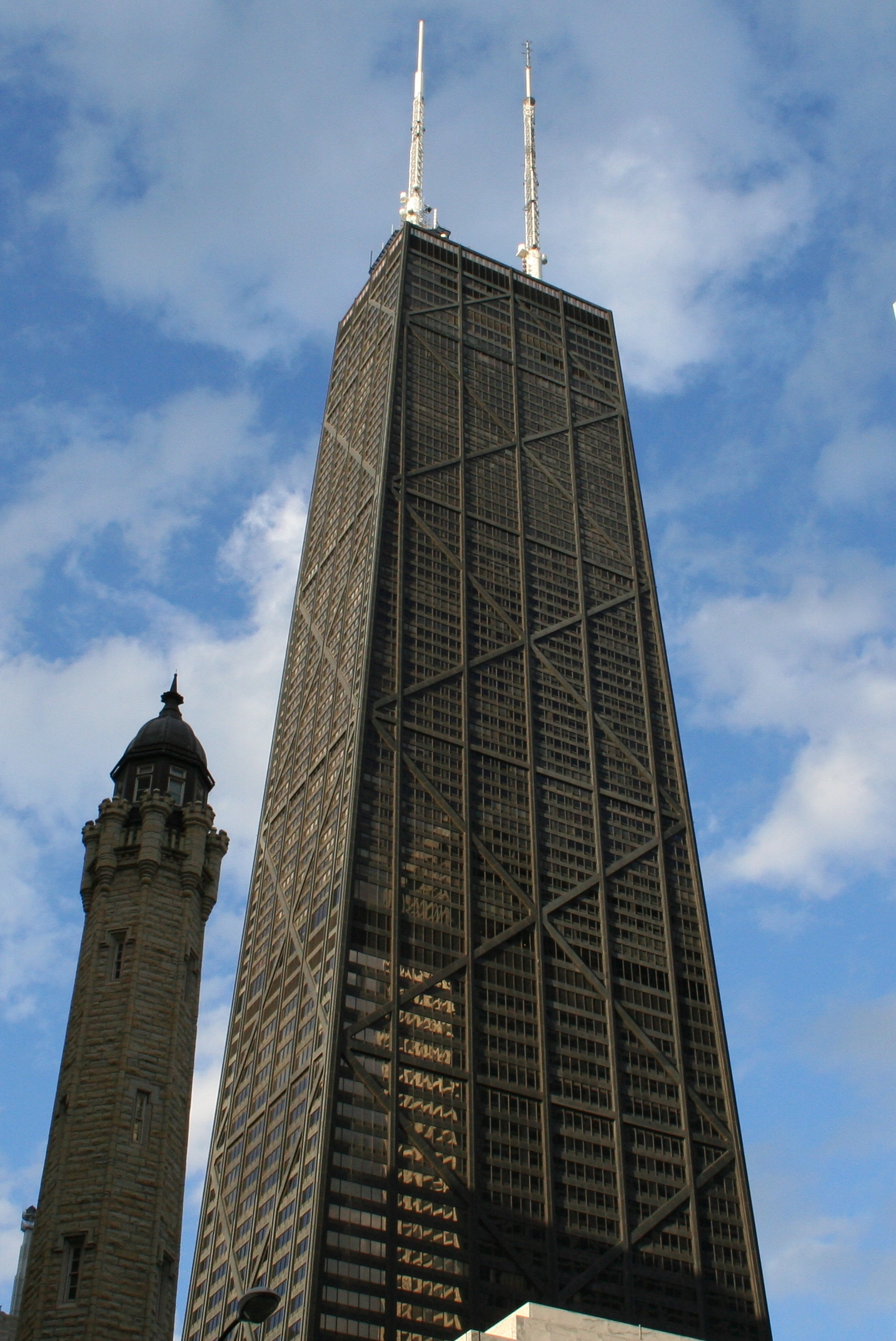
875 North Michigan Avenue (alias John Hancock Center)
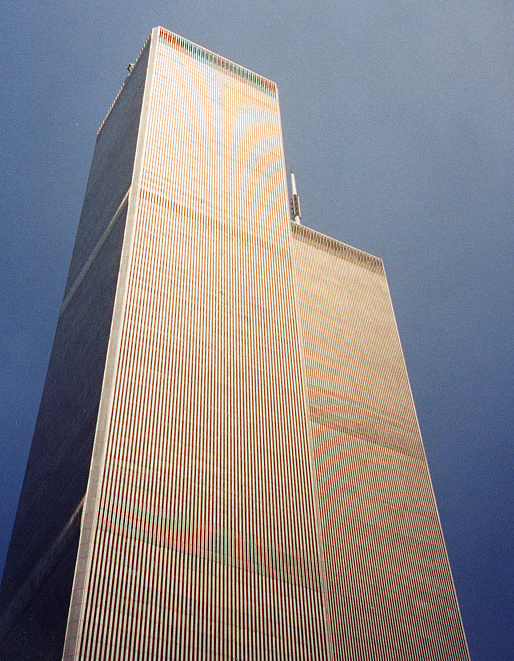
Twin Towers („dvojčata“); umístění dvou sky lobby je v tomto případě patrné částečně i zvenčí (viz mírně vypouklé tmavší části budovy – dva středové horizontální úzké „pruhy“, ve kterých se nacházely technologické systémy, a těsně nad nimi (konkrétně podlaží 44. a 78.) ležela první i druhá „nebeská hala“). Budova tak byla rozdělena prakticky na tři části.